# SN 1999K
SN 1999K – supernowa typu II odkryta 13 stycznia 1999 roku w galaktyce A080306+0324. W momencie odkrycia miała maksymalną jasność 21,50m.